# Falciano del Massico
Falciano del Massico ist eine italienische Gemeinde (comune) mit 3372 Einwohnern (Stand 31. Dezember 2023) in der Provinz Caserta in Kampanien. Die Gemeinde liegt etwa 33,5 Kilometer westnordwestlich von Caserta am Fuße des 813 Meter hohen Monte Massico und am Ufer des 90 Hektar großen Lago di Falciano. Um den See besteht das Naturschutzgebiet Riserva naturale Lago Falciano.

## Geschichte
In der römischen Zeit lag das Gebiet im Tribus des ager falernus.

## Verkehr
Seit 1927 besteht der Bahnhof von Falciano mit den Nachbargemeinden Mondragone und Carinola an der Bahnstrecke Roma–Formia–Napoli.

## Trivia
Wegen der fehlenden Flächen auf dem Friedhof von Falciano wurde im März 2012 das Sterben im Ort für verboten erklärt.